# Stomachetosella sinuosa
Stomachetosella sinuosa är en mossdjursart som först beskrevs av Busk 1860.  I den svenska databasen Dyntaxa används istället namnet Stomachetocella sinuosa. Enligt Catalogue of Life ingår Stomachetosella sinuosa i släktet Stomachetosella och familjen Stomachetosellidae, men enligt Dyntaxa är tillhörigheten istället släktet Stomachetocella och familjen Stomachetosellidae. Arten är reproducerande i Sverige. Inga underarter finns listade i Catalogue of Life.